# 森山一正
森山 一正（もりやま かずまさ、1944年〈昭和19年〉1月27日 - ）は、日本の政治家。勲等は旭日中綬章。
大阪府摂津市長（4期）、大阪府議会議員（5期）、摂津市議会議員（4期）を歴任。

## 来歴
大阪府三島郡、現在の摂津市生まれ。関西大学経済学部卒業後、殖産住宅に務める。
1968年（昭和43年）、藤森神社の禰宜を務める。1969年（昭和44年）藤森学園理事に就任、同年9月、摂津市議会議員に25歳で就任。市議を5期務める。
1988年（昭和63年）7月、大阪府議会議員に就任。2003年（平成15年）5月から2004年（平成16年）5月まで大阪府議会議長を務めた。府議時代は自由民主党に所属した。
2004年（平成16年）9月26日執行の摂津市長選挙に無所属で立候補し、日本共産党推薦の藤井幸子を破り初当選を果たした。10月12日、市長就任。
2016年（平成28年）9月18日投票日の選挙で共産党推薦の候補を破り4期目の当選。2017年（平成29年）6月7日から2018年（平成30年）6月6日まで全国市長会副会長を務めた。2020年 (令和2年)、5期目の当選。
2024年（令和6年）6月10日、次期市長選挙に出馬しないことを表明した。
2025年（令和7年）春の叙勲で旭日中綬章を受章した。

## 選挙歴
2020年9月20日執行摂津市長選挙
※当日有権者数：71,016人 最終投票率：33.42%（前回比：+0.54pts）
| 候補者名 | 年齢 | 所属党派 | 新旧別 | 得票数   | 得票率 | 推薦・支持 |
| -------- | ---- | -------- | ------ | -------- | ------ | ---------- |
| 森山一正 | 76   | 無所属   | 現     | 17,654票 | 75.92% |            |
| 清水信行 | 73   | 無所属   | 新     | 5,600票  | 24.08% | 共産       |

2016年9月18日執行摂津市長選挙
※当日有権者数：69,655人 最終投票率：32.88%（前回比：+2.43pts）
| 候補者名   | 年齢 | 所属党派 | 新旧別 | 得票数   | 得票率 | 推薦・支持 |
| ---------- | ---- | -------- | ------ | -------- | ------ | ---------- |
| 森山一正   | 72   | 無所属   | 現     | 14,471票 | 63.69% |            |
| 大沢千恵子 | 48   | 無所属   | 新     | 4,744票  | 20.88% |            |
| 清水信行   | 69   | 無所属   | 新     | 3,506票  | 15.43% | 共産       |

2012年9月16日執行摂津市長選挙
※当日有権者数：66,937人 最終投票率：30.45%（前回比：-2.07pts）
| 候補者名 | 年齢 | 所属党派 | 新旧別 | 得票数   | 得票率 | 推薦・支持 |
| -------- | ---- | -------- | ------ | -------- | ------ | ---------- |
| 森山一正 | 68   | 無所属   | 現     | 14,528票 | 72.34% |            |
| 山下信行 | 67   | 無所属   | 新     | 5,554票  | 27.77% |            |

2008年9月14日執行摂津市長選挙
※当日有権者数：66,518人 最終投票率：32.52%（前回比：-3.65pts）
| 候補者名 | 年齢 | 所属党派 | 新旧別 | 得票数   | 得票率 | 推薦・支持 |
| -------- | ---- | -------- | ------ | -------- | ------ | ---------- |
| 森山一正 | 64   | 無所属   | 現     | 14,082票 | 66.12% |            |
| 山下信行 | 63   | 無所属   | 新     | 7,217票  | 33.88% |            |